# 스당 전투
스당 전투는 프랑스-프로이센 전쟁 당시 프로이센이 뫼즈강 연안 스당 요새에서 프랑스군을 격파한 결정적인 전투로 이 전투에서 프랑스 황제 나폴레옹 3세가 포로로 잡혀 프랑스 제2제정의 몰락을 초래했다.

## 배경
프랑스 사령관 마크 마옹은 12만 대군을 이끌고 메스에 갇힌 프랑수아 바쉴 바젠 장군의 라인군을 구출하기 위해 나폴레옹 3세와 함께 샬롱쉬른마른에서 메스를 향해 북동쪽으로 진군할 예정이었다.
이에 프로이센 사령관 헬무트 폰 몰트케 장군은 마크 마옹의 움직임을 알고 작센의 알브레히트 황태자를 지휘관으로 삼아 새로 편성된 뫼즈군을 재빨리 북쪽으로 보내 마크 마옹의 앞길을 차단하고 뫼즈강 연안에서 벌어진 8월 29일~8월 31일까지 3차례 소규모 전투 끝에 마크 마옹과 나폴레옹 3세는 뫼즈강 연안의 스당 요새로 후퇴했다.
마크 마옹이 한번 더 프로이센군과 싸워 포위망을 뚫고 동쪽의 메스로 갈 것인지, 서쪽의 파리로 후퇴할 것인지 결정하는 동안 몰트케는 프리드리히 빌헬름 황태자가 이끄는 프로이센 제3군을 움직여 스당 요새를 포위했다.

## 전투 과정
9월 1일 새벽에 마크 마옹이 다쳐 프랑스군 지휘 체계에 큰 혼란이 일어났고, 덕분에 프로이센군은 별다른 저항을 받지 않고 포위 작전을 수행했다. 프랑스군은 대규모 기병대까지 동원해 포위망을 뚫으려고 안간힘을 썼으나, 수많은 사상자만 내고 아무 성과도 거두지 못했다.
프로이센 포병대가 아침부터 내내 프랑스군 진지에 포격을 퍼부은 뒤 오후에 총공격을 개시했다. 전세가 절망적이라는 것을 안 나폴레옹 3세는 항복하여 포로가 되었고 이튿날 9월 2일 아침 83,000명에 달하는 프랑스군이 프로이센군에게 포로가 되었다. 그리고 프로이센군이 파리로 진군하고 있던 9월 4일에는 파리에서 민중 봉기가 일어나 제2제정이 무너지고 임시 공화 정부를 세웠다.

## 같이 보기
- 파리 코뮌